# Coudons
Coudons  est une commune française, située dans le Sud-Ouest du département de l'Aude en région Occitanie.
Sur le plan historique et culturel, la commune fait partie du Pays de Sault, un plateau situé entre 990 et 1310 mètres d'altitude fortement boisé. Exposée à un climat océanique altéré, elle est drainée par le Coulent, le ruisseau des Mouillères et par deux autres cours d'eau. La commune possède un patrimoine naturel remarquable : un site Natura 2000 (le « pays de Sault ») et une zone naturelle d'intérêt écologique, faunistique et floristique.
Coudons est une commune rurale qui compte 53 habitants en 2022, après avoir connu un pic de population de 362 habitants en 1836. Ses habitants sont appelés les Coudonais ou  Coudonaises.

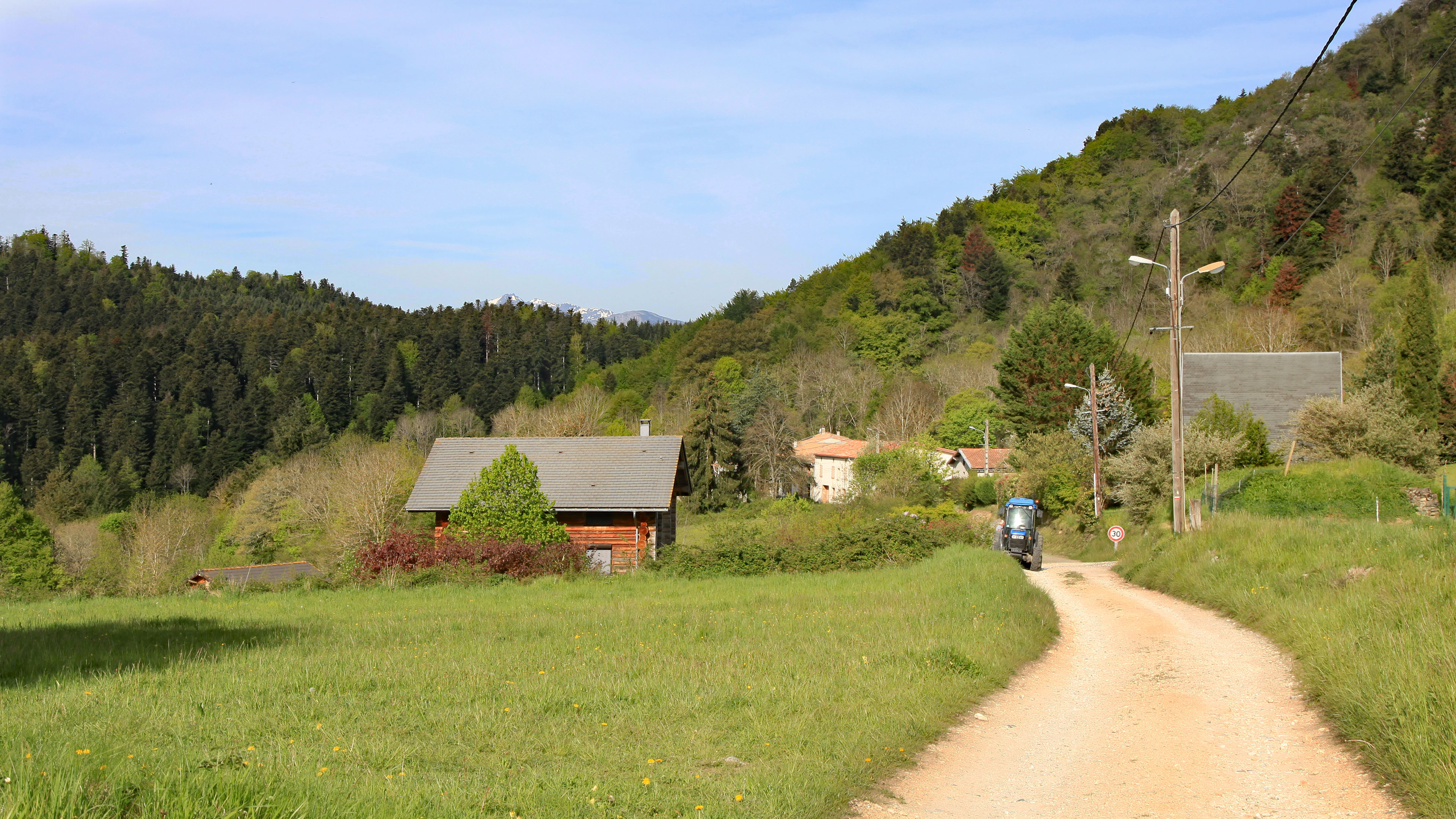
Le hameau de Montmija

## Géographie

### Localisation
La commune de Coudons est située sur l'ancienne route nationale 613 entre Espezel et Couiza à 11 km de Quillan. Elle assure la liaison entre les cantons de Quillan et de Belcaire. Point de départ du circuit touristique des sapins de l'Aude, elle est le carrefour des sentiers de randonnée

### Communes limitrophes
|        | Nébias    | Quillan                      |
| Belvis | Coudons   | Ginoles                      |
|        | Quirbajou | Quillan (par un quadripoint) |

### Géologie et relief
Coudons se situe en zone de sismicité 3 (sismicité modérée).

### Voies de communication et transports
- Col de Coudons (883 m) sur la D 613 à quelques encablures à l'ouest du village. Il est emprunté par la route des Cols.

### Hydrographie
La commune est dans la région hydrographique « Côtiers méditerranéens », au sein du bassin hydrographique Rhône-Méditerranée-Corse. Elle est drainée par le Coulent, le ruisseau des Mouillères, le ruisseau de la Bruyère et le ruisseau Gignes, qui constituent un réseau hydrographique de 2 km de longueur totale,.

### Climat
Pour des articles plus généraux, voir Climat de l'Occitanie et Climat de l'Aude.
En 2010, le climat de la commune est de type climat océanique altéré, selon une étude s'appuyant sur une série de données couvrant la période 1971-2000. En 2020, Météo-France publie une typologie des climats de la France métropolitaine dans laquelle la commune est exposée à un climat de montagne ou de marges de montagne et est dans la région climatique Pyrénées orientales, caractérisée par une faible pluviométrie, un très bon ensoleillement (2 600 h/an), un air sec, particulièrement en hiver et peu de brouillards.
Pour la période 1971-2000, la température annuelle moyenne est de 9,7 °C, avec  une amplitude thermique annuelle de 14,6 °C. Le cumul annuel moyen de précipitations est de 923 mm, avec 10,2 jours de précipitations en janvier et 6,4 jours en juillet. Pour la période 1991-2020 la température moyenne annuelle observée sur la station météorologique la plus proche, située sur la commune de Granès à 11 km à vol d'oiseau, est de 13,5 °C et le cumul annuel moyen de précipitations est de 724,6 mm,. Pour l'avenir, les paramètres climatiques de la commune estimés pour 2050 selon différents scénarios d’émission de gaz à effet de serre sont consultables sur un site dédié publié par Météo-France en novembre 2022.

### Milieux naturels et biodiversité

#### Réseau Natura 2000

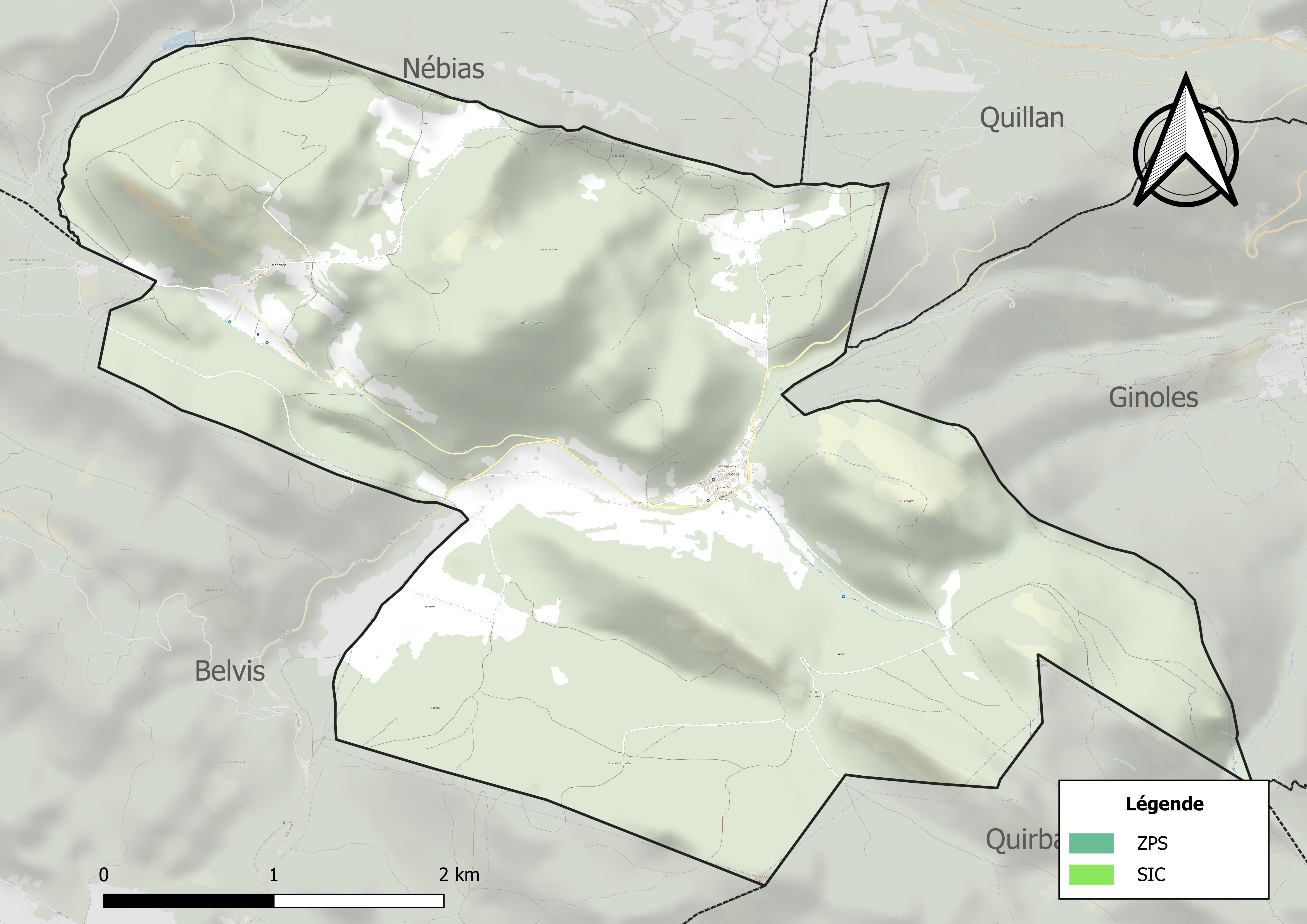
Sites Natura 2000 sur le territoire communal.

Le réseau Natura 2000 est un réseau écologique européen de sites naturels d'intérêt écologique élaboré à partir des directives habitats et oiseaux, constitué de zones spéciales de conservation (ZSC) et de zones de protection spéciale (ZPS). Un site Natura 2000 a été défini sur la commune au titre  de la directive oiseaux : le « pays de Sault », d'une superficie de 71 499 ha, présentant une grande diversité d'habitats pour les oiseaux. On y rencontre donc aussi bien les diverses espèces de rapaces rupestres, en particulier les vautours dont les populations sont en augmentation, que les passereaux des milieux ouverts (bruant ortolan, alouette lulu) et des espèces forestières comme le pic noir.

#### Zones naturelles d'intérêt écologique, faunistique et floristique

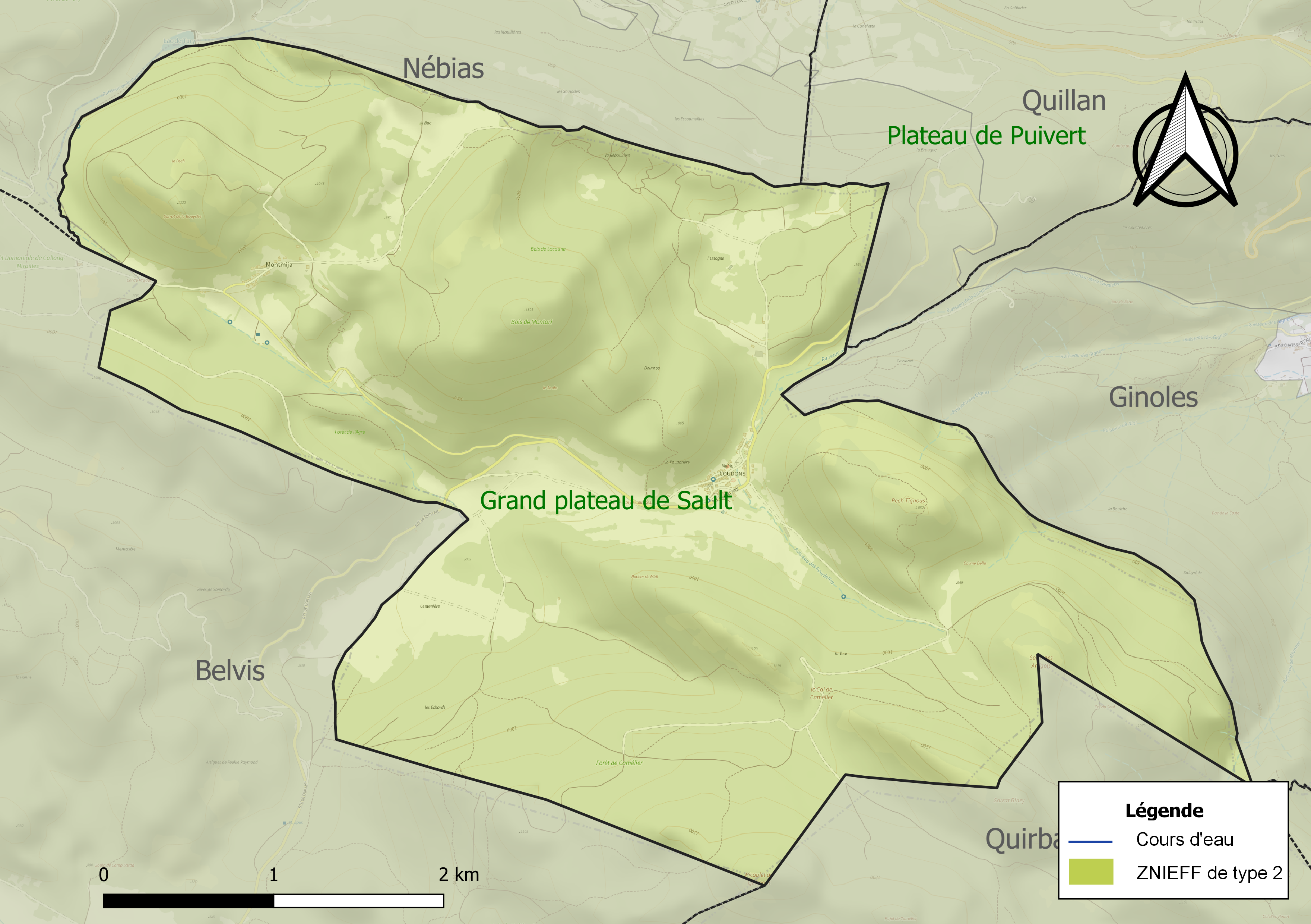
Carte de la ZNIEFF de type 2 localisée sur la commune.

L’inventaire des zones naturelles d'intérêt écologique, faunistique et floristique (ZNIEFF) a pour objectif de réaliser une couverture des zones les plus intéressantes sur le plan écologique, essentiellement dans la perspective d’améliorer la connaissance du patrimoine naturel national et de fournir aux différents décideurs un outil d’aide à la prise en compte de l’environnement dans l’aménagement du territoire.
Une ZNIEFF de type 2 est recensée sur la commune : le « grand plateau de Sault » (17 962 ha), couvrant 21 communes dont 3 dans l'Ariège et 18 dans l'Aude.

## Urbanisme

### Typologie
Au 1er janvier 2024, Coudons est catégorisée commune rurale à habitat très dispersé, selon la nouvelle grille communale de densité à 7 niveaux définie par l'Insee en 2022.
Elle est située hors unité urbaine et hors attraction des villes,.

### Occupation des sols
L'occupation des sols de la commune, telle qu'elle ressort de la base de données européenne d’occupation biophysique des sols Corine Land Cover (CLC), est marquée par l'importance des forêts et milieux semi-naturels (86,1 % en 2018), une proportion identique à celle de 1990 (86,1 %). La répartition détaillée en 2018 est la suivante : forêts (86,1 %), zones agricoles hétérogènes (10,9 %), prairies (3 %). L'évolution de l’occupation des sols de la commune et de ses infrastructures peut être observée sur les différentes représentations cartographiques du territoire : la carte de Cassini (XVIIIe siècle), la carte d'état-major (1820-1866) et les cartes ou photos aériennes de l'IGN pour la période actuelle (1950 à aujourd'hui).

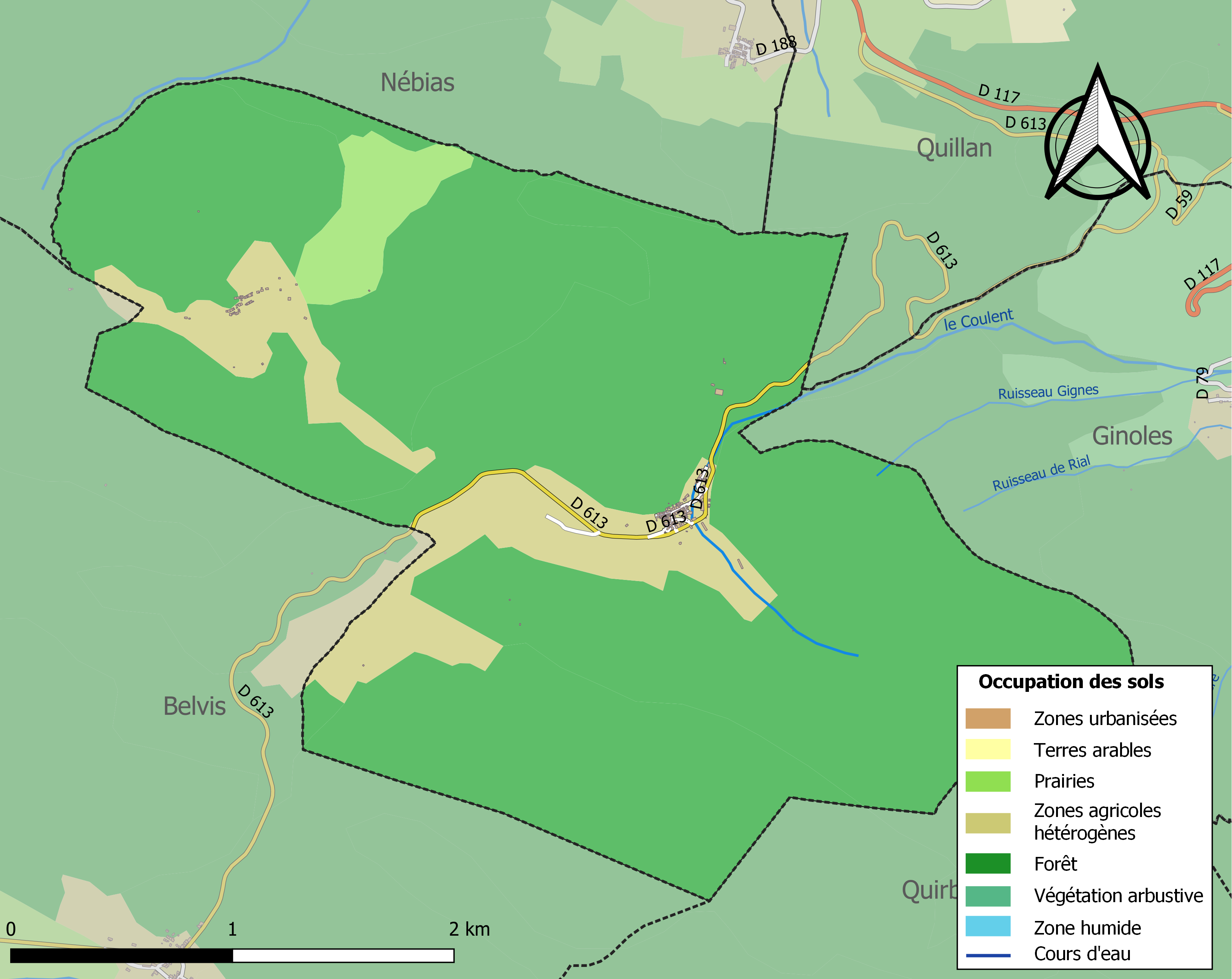
Carte des infrastructures et de l'occupation des sols de la commune en 2018 (CLC).

### Risques majeurs
Le territoire de la commune de Coudons est vulnérable à différents aléas naturels : météorologiques (tempête, orage, neige, grand froid, canicule ou sécheresse) et séisme (sismicité modérée). Un site publié par le BRGM permet d'évaluer simplement et rapidement les risques d'un bien localisé soit par son adresse soit par le numéro de sa parcelle.

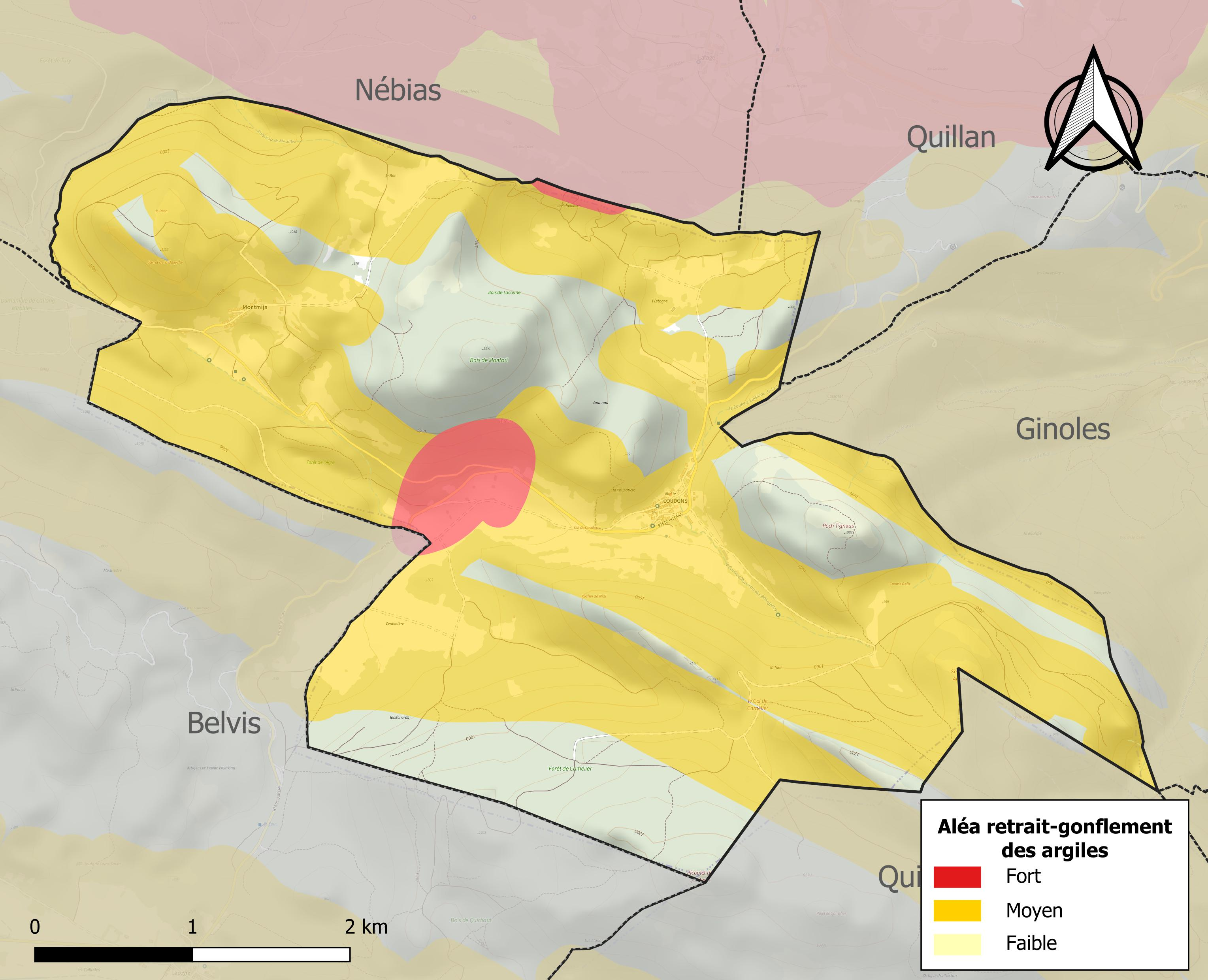
Carte des zones d'aléa retrait-gonflement des sols argileux de Coudons.

Le retrait-gonflement des sols argileux est susceptible d'engendrer des dommages importants aux bâtiments en cas d’alternance de périodes de sécheresse et de pluie. 72,8 % de la superficie communale est en aléa moyen ou fort (75,2 % au niveau départemental et 48,5 % au niveau national). Sur les 86 bâtiments dénombrés sur la commune en 2019, 86 sont en aléa moyen ou fort, soit 100 %, à comparer aux 94 % au niveau départemental et 54 % au niveau national. Une cartographie de l'exposition du territoire national au retrait gonflement des sols argileux est disponible sur le site du BRGM,.

## Histoire
D'après certains historiens, le village de Coudons était à l'origine un poste de garde créé par les Wisigoths.

## Politique et administration

### Découpage territorial
La commune de Coudons est membre de la communauté de communes des Pyrénées audoises , un établissement public de coopération intercommunale (EPCI) à fiscalité propre créé le 30 mai 2013 dont le siège est à Quillan. Ce dernier est par ailleurs membre d'autres groupements intercommunaux.
Sur le plan administratif, elle est rattachée à l'arrondissement de Limoux, au département de l'Aude, en tant que circonscription administrative de l'État, et à la région Occitanie.
Sur le plan électoral, elle dépend du canton de la Haute-Vallée de l'Aude pour l'élection des conseillers départementaux, depuis le redécoupage cantonal de 2014 entré en vigueur en 2015, et de la troisième circonscription de l'Aude  pour les élections législatives, depuis le redécoupage électoral de 1986.

### Liste des maires
| Période                                  | Période  | Identité       | Étiquette | Qualité |
| ---------------------------------------- | -------- | -------------- | --------- | ------- |
| 1977                                     | En cours | Jacky Ondedieu |           |         |
| Les données manquantes sont à compléter. |          |                |           |         |

## Population et société

### Démographie
L'évolution du nombre d'habitants est connue à travers les recensements de la population effectués dans la commune depuis 1793. Pour les communes de moins de 10 000 habitants, une enquête de recensement portant sur toute la population est réalisée tous les cinq ans, les populations de référence des années intermédiaires étant quant à elles estimées par interpolation ou extrapolation. Pour la commune, le premier recensement exhaustif entrant dans le cadre du nouveau dispositif a été réalisé en 2005.

En 2022, la commune comptait 53 habitants, en stagnation par rapport à 2016 (Aude : +2,65 %, France hors Mayotte : +2,11 %).
| 1793 | 1800 | 1806 | 1821 | 1831 | 1836 | 1841 | 1846 | 1851 |
| ---- | ---- | ---- | ---- | ---- | ---- | ---- | ---- | ---- |
| 333  | 240  | 289  | 306  | 330  | 362  | 314  | 359  | 337  |

| 1856 | 1861 | 1866 | 1872 | 1876 | 1881 | 1886 | 1891 | 1896 |
| ---- | ---- | ---- | ---- | ---- | ---- | ---- | ---- | ---- |
| 317  | 324  | 334  | 314  | 334  | 305  | 298  | 262  | 240  |

| 1901 | 1906 | 1911 | 1921 | 1926 | 1931 | 1936 | 1946 | 1954 |
| ---- | ---- | ---- | ---- | ---- | ---- | ---- | ---- | ---- |
| 254  | 221  | 244  | 211  | 185  | 166  | 164  | 158  | 128  |

| 1962 | 1968 | 1975 | 1982 | 1990 | 1999 | 2005 | 2006 | 2010 |
| ---- | ---- | ---- | ---- | ---- | ---- | ---- | ---- | ---- |
| 107  | 83   | 84   | 81   | 79   | 62   | 56   | 54   | 48   |

| 2015 | 2020 | 2022 | - | - | - | - | - | - |
| ---- | ---- | ---- | - | - | - | - | - | - |
| 54   | 52   | 53   | - | - | - | - | - | - |

### Enseignement
- Écoles primaires : regroupement organisé sur le village de Nébias, ramassage scolaire organisé en conséquence.
- Collège : collège de Quillan, desserte par bus dont les horaires sont organisés en conséquence.
- Lycée.

### Manifestations culturelles et festivités
- Fête de la commune : 1er week-end d'août.

## Économie

### Emploi
| Division       | 2008   | 2013   | 2018   |
| -------------- | ------ | ------ | ------ |
| Commune        | 8 %    | 13 %   | 20,7 % |
| Département    | 10,2 % | 12,8 % | 12,6 % |
| France entière | 8,3 %  | 10 %   | 10 %   |

En 2018, la population âgée de 15 à 64 ans s'élève à 29 personnes, parmi lesquelles on compte 75,9 % d'actifs (55,2 % ayant un emploi et 20,7 % de chômeurs) et 24,1 % d'inactifs,. En  2018, le taux de chômage communal (au sens du recensement) des 15-64 ans est supérieur à celui du département et de la France, alors qu'en 2008 la situation était inverse.
La commune est hors attraction des villes,. Elle compte 4 emplois en 2018, contre 7 en 2013 et 3 en 2008. Le nombre d'actifs ayant un emploi résidant dans la commune est de 18, soit un indicateur de concentration d'emploi de 22,2 % et un taux d'activité parmi les 15 ans ou plus de 46,2 %.
Sur ces 18 actifs de 15 ans ou plus ayant un emploi, 4 travaillent dans la commune, soit 22 % des habitants. Pour se rendre au travail, 94,4 % des habitants utilisent un véhicule personnel ou de fonction à quatre roues, 5,6 % s'y rendent en deux-roues, à vélo ou à pied et.

### Activités hors agriculture

#### Secteurs d'activités
Trois établissements sont implantés  à Coudons au 31 décembre 2019. Le secteur de l'industrie manufacturière, des industries extractives et autres est prépondérant sur la commune puisqu'il représente 66,7 % du nombre total d'établissements de la commune (2 sur les 3 entreprises implantées à Coudons), contre 8,8 % au niveau départemental.

### Commerces et services de proximité
Au centre du village se trouve un café, sur la route des Sapins.
Plusieurs fois par semaine des commerces ambulants s'arrêtent dans la commune, un boulanger, deux bouchers et un épicier.

### Agriculture
|                                   | 1988 | 2000 | 2010 |
| --------------------------------- | ---- | ---- | ---- |
| Exploitations                     | 11   | 4    | 2    |
| Superficie agricole utilisée (ha) | 91   | 78   | 35   |

La commune fait partie de la petite région agricole dénommée « Pays de Sault ». En 2010, l'orientation technico-économique de l'agriculture  sur la commune est l'élevage d'herbivores hors bovins, caprins et porcins. Deux exploitations agricoles ayant leur siège dans la commune sont dénombrées lors du recensement agricole de 2010 (onze en 1988). La superficie agricole utilisée est de 35 ha.

## Culture locale et patrimoine

### Lieux et monuments

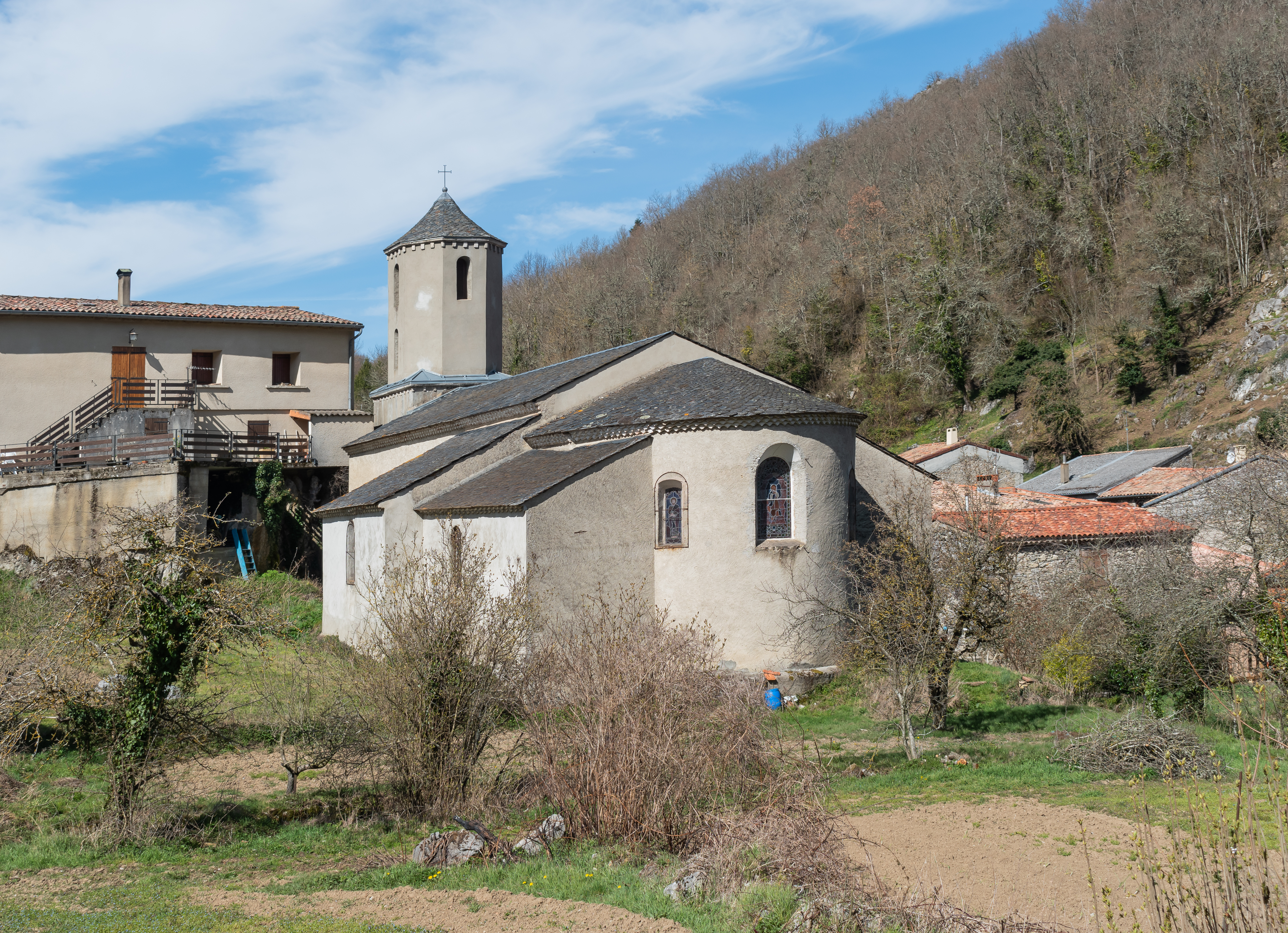
Église de l'Assomption

- Église de l'Assomption de Coudons.

### Héraldique
| Blason de Coudons | Blason  | De sinople mantelé d'argent.                     |
| Blason de Coudons | Détails | Le statut officiel du blason reste à déterminer. |